# Совіни (Великопольське воєводство)
Совіни (пол. Sowiny, нім. Eulau) — село в Польщі, у гміні Бояново Равицького повіту Великопольського воєводства.
Населення — 331 особа (2011).
У 1975-1998 роках село належало до Лешненського воєводства.

## Демографія
Демографічна структура станом на 31 березня 2011 року:
|          | Загалом | Допрацездатний вік | Працездатний вік | Постпрацездатний вік |
| -------- | ------- | ------------------ | ---------------- | -------------------- |
| Чоловіки | 170     | 38                 | 128              | 4                    |
| Жінки    | 161     | 40                 | 102              | 19                   |
| Разом    | 331     | 78                 | 230              | 23                   |